# Jamie Wierzbicki

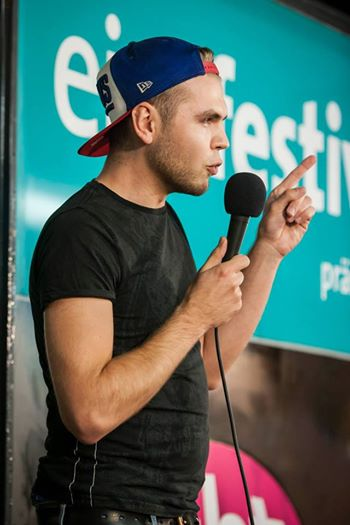
Jamie Wierzbicki (2013)

Jamie Wierzbicki (* 4. Mai 1988 in Dinslaken; bürgerlich Adrian Peter Wierzbicki) ist ein deutscher Stand-up-Comedian, wohnhaft in Köln.

## Arbeit auf der Bühne
Seit seinem ersten Auftritt als Stand-up-Comedian am 24. Juni 2013 tritt Wierzbicki regelmäßig in Live-Show-Formaten wie dem Quatsch Comedy Club oder RebellComedy auf. Am 16. Oktober 2017 feierte sein erstes abendfüllendes Stand-up-Solo-Programm Chronisch Komisch im Rahmen des Köln Comedy Festivals Premiere.

## Podcast
Wierzbicki moderiert und produziert den in unregelmäßigen Abständen erscheinenden Podcast Jamie’s Crazy Podcast Show (kurz: @jacrposh), welcher u. a. auf Spotify und iTunes zu hören ist. Neben prominenten Gästen wie Florian Simbeck (Erkan & Stefan), Ususmango (RebellComedy) oder Sarah Mangione (Backstage-Moderatorin) ist der Komiker Juri von Stavenhagen ein regelmäßig zu hörender Gast.

## Präsenz

### TV- und Medienpräsenz
- Nightwash (MySpass)
- Stand-Up Migranten (EinsPLUS)
- RebellComedy (WDR)
- Nuhr ab 18 (ARD)[4]
- NDR Comedy Contest (NDR)[5]
- Stand Up Shorts (Comedy Central)

### Relevanter Wettbewerb
- Finalist Nightwash Talentaward (2013)[6]
- Gewinner Frischfleisch Comedy (12/2013)
- Finalist Quatsch Club Talentschmiede (2016)
- 2. Platz Stuttgart Comedy CLash (12/2016)
- Gewinner Trier Comedy Slam (12/2018)
- 2. Platz 15. Master Slam Trier / Constantin Comedy Preis (05/2019)[7]

## Bühnenprogramme
- Chronisch Komisch (2016–2018)